# بيل نيوتن
بيل نيوتن (22 ديسمبر 1950 في الولايات المتحدة - ) (بالإنجليزية: Bill Newton)‏ هو لاعب كرة سلة أمريكي في مركز الوسط. لعب مع إنديانا بايسرز.

## وصلات خارجية
- بيل نيوتن على موقع سبورتس رفرنس (الإنجليزية)
- بيل نيوتن على موقع كلية كرة السلة في سبورتس رفرنس.كوم (الإنجليزية)
- بيل نيوتن على موقع بروبوليرز (الإنجليزية)